# آرایه‌شناسی لینه‌ای

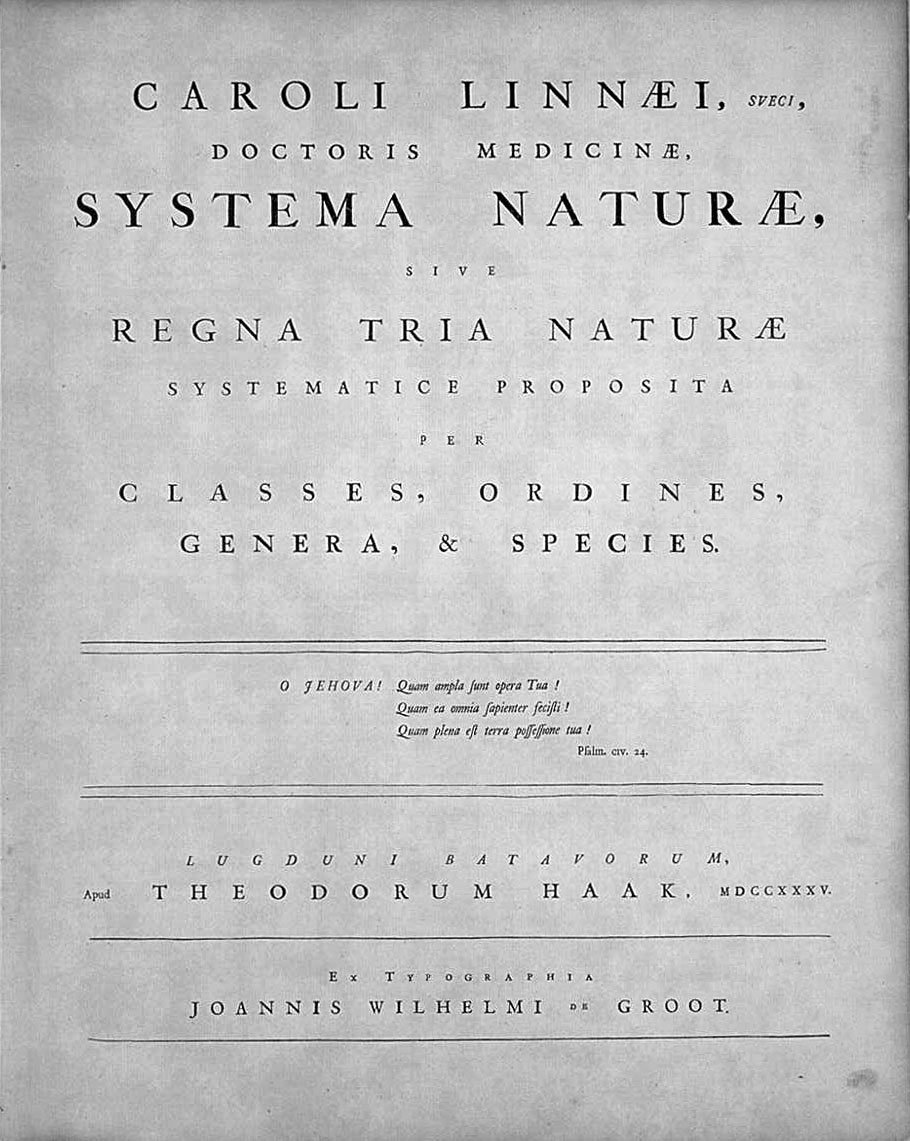
صفحه کوچک سامانه طبیعت، لایدن (۱۷۳۵)

آرایه‌شناسی لینه‌ای (یا تاکسونومی لینه‌ای) ممکن است به هریک از معانی زیر باشد:
1. شکل خاصی از طبقه‌بندی زیست‌شناختی (آرایه‌شناسی) که توسط کارل لینه در کتاب سامانه طبیعت (۱۷۳۵)، و آثار بعدی اش پایه‌ریزی شده. در آرایه‌شناسی لینه‌ای، سه نوع فرمانرو وجود دارند، که هر کدام به رده‌ها (classها)، دسته‌بندی شده که خود رده‌ها به نوبه خود به راسته‌ها (orderها)، سرده‌ها (genusها)، و گونه‌ها (speciesها)[۱] طبقه‌بندی شده، که یک طبقه هم زیر گونه‌ها داشت.
2. عبارتی که برای طبقه‌بندی جانداران برمبنای طبقه، در حالت کلی، صورت می‌گیرد؛ یعنی همان آرایه‌شناسی در معنای سنتی کلمه: دسته‌بندی علمی. این عبارت به‌طور ویژه در مقابل سیستماتیک کلادیستیک قرار دارد. این نوع طبقه‌بندی را به لینه نسبت می‌دهند، گرچه که نه او چنین دستگاه دسته‌بندی طبقه‌ای را ابداع کرده (این دسته‌بندی به افلاطون و ارسطو بر می‌گردد) و نه او این دستگاه را به شکل امروزی‌اش درآورده. در حقیقت، این دستگاه، در دستگاه‌های کنونی شکل دقیقاً معادلی ندارد، چرا که اصولاً چیزی به نام «آرایه‌شناسی لینه‌ای» وجود ندارد: این دستگاه، گردایه‌ای از عبارات تجریدی است که اصولاً مجموعه‌ای از چند شاخه علمی بوده که از رهیافت‌های مشترکی استفاده می‌برند.

نام لینه‌ای دو معنا دارد: براساس محتوایی که در آن به کار می‌رود، ممکن است به نام رسمی که خود لینه بر آن مفهوم نهاده است اشاره داشته باشد، همچون Giraffa camelopardalis، لینه، ۱۷۵۸، یا نامی در نامگذاری پذیرفته شده رسمی (در مقابل کلاد نوین).

## کتابشناسی
- Linnaeus, C. (1753). Species Plantarum. Stockholm: Laurentii Salvii. Retrieved 18 April 2015.
- Dawkins, Richard. 2004. The Ancestor's Tale: A Pilgrimage to the Dawn of Life. Boston: Houghton Mifflin. ISBN 0-618-00583-8
- Ereshefsky, Marc. 2000. The Poverty of the Linnaean Hierarchy: A Philosophical Study of Biological Taxonomy. Cambridge: Cambridge University Press.
- Fara, Patricia (2003). Sex, Botany and Empire: The Story of Carl Linnaeus and Joseph Banks. Cambridge: Icon Books. ISBN 978-1-84046-444-3. Retrieved 22 February 2015.
- George, Sam (June 2005). "'Not Strictly Proper For A Female Pen': Eighteenth-Century Poetry and the Sexuality of Botany". Comparative Critical Studies. 2 (2): 191–210. doi:10.3366/ccs.2005.2.2.191.
- Gould, Stephen Jay. 1989. Wonderful Life: The Burgess Shale and the Nature of History. W. W. Norton & Co. ISBN 0-393-02705-8
- Pavord, Anna. The Naming of Names: The Search for Order in the World of Plants. Bloomsbury. ISBN 0-7475-7952-0